# 親子

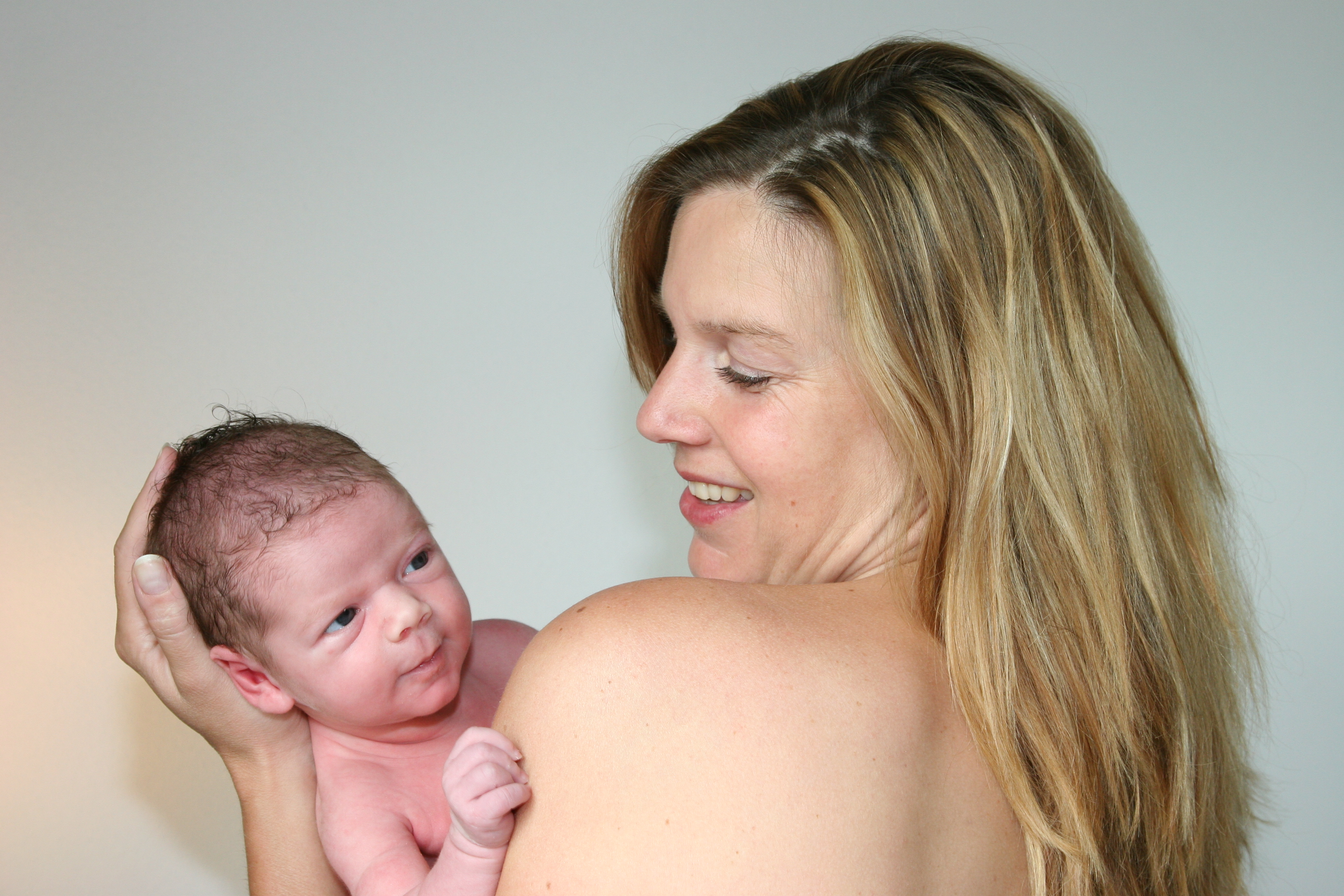
母と子。生物学的な母親（ジェニトリックス）と子。

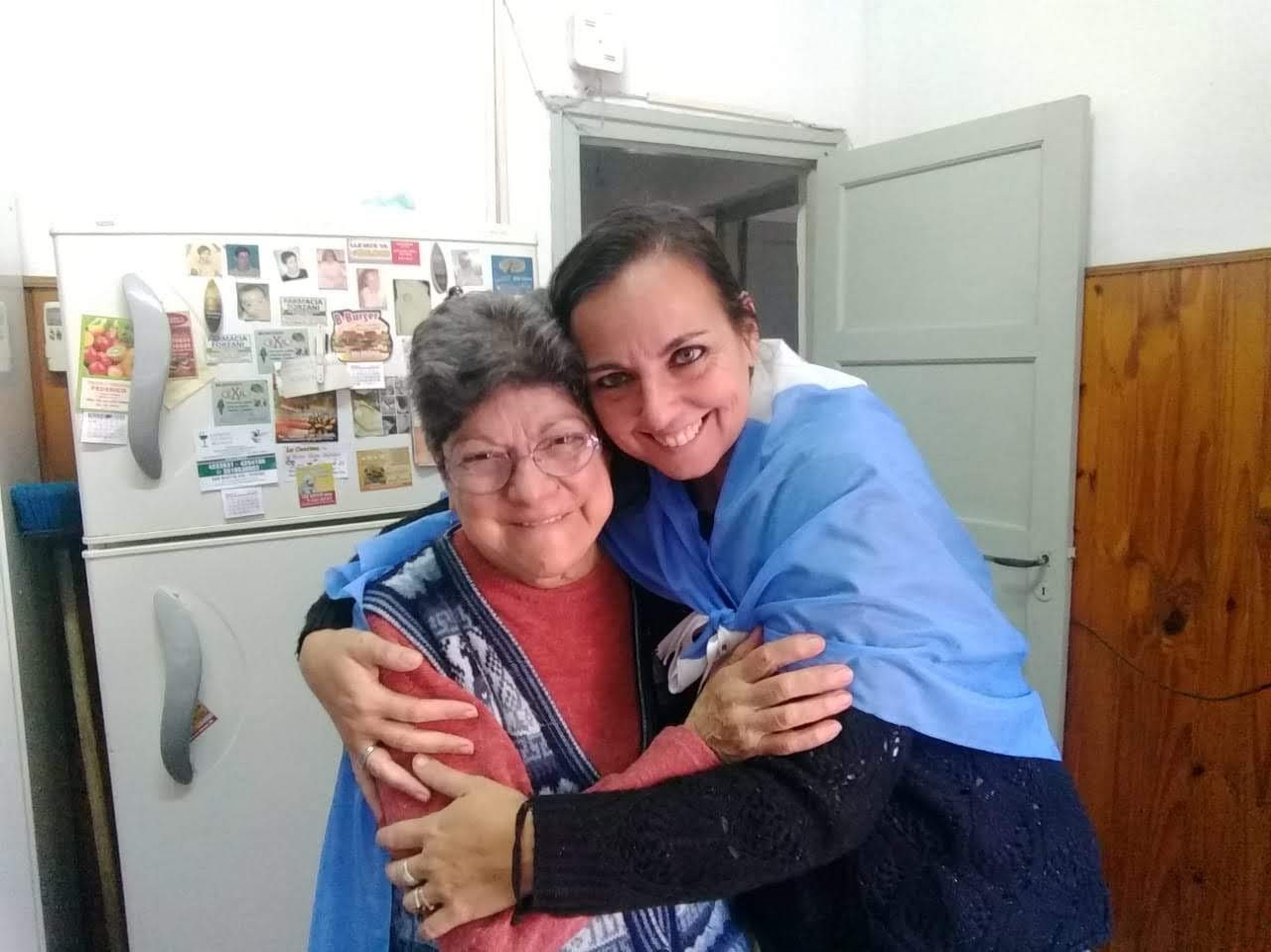
義理の母と義理の娘の写真。「義理の母からの愛情が、実の母を失って悲しんでいる私のこころをなぐさめてくれる」と、この写真投稿者は書いている。（アルゼンチン、2019年）

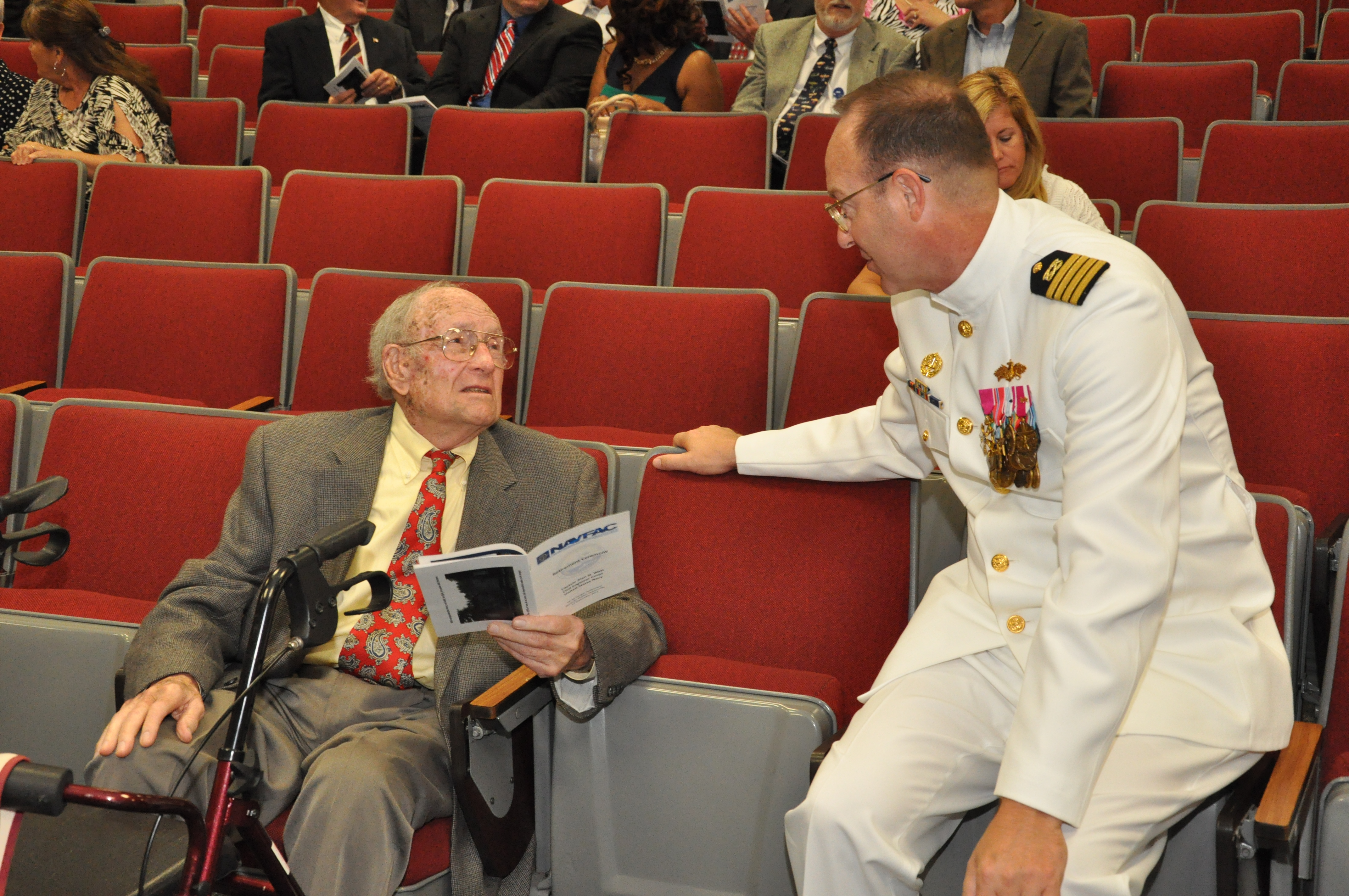
ふたりとも年配の義理の父親と義理の息子の例。

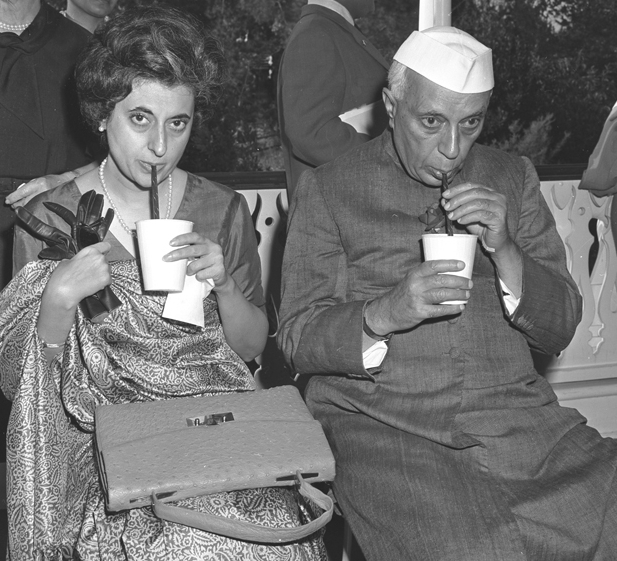
実の親子。1961年撮影。

親子（おやこ、しんし）は、親と子のことである。また、その関係。
「親子」という語は父母と子の関係を意味する語であるが、生みの親と子の血縁的な関係だけでなく、養親と養子の関係も指す。父と子、あるいは、母と子の関係に限定して使用するときは、それぞれ父子、あるいは、母子という。
また、親分と子分の関係、親方と子方の関係など、習俗上、親子関係になぞらえた関係（擬制的親子関係）を指しても用いられる。
本記事では、まず人間の親子関係について説明し、次に生物一般などの親子関係についても説明する。

## 人間の親子関係
親子関係では、文化圏によっては、ことさら「血のつながり」つまり生物学的な要素が強調されることがあるが、これは実は必ずしも一般的というわけではなく、どの社会でも血のつながりがあればただちに社会的にも親子関係が発生するとされているわけではない。このことは社会人類学者のB.マリノフスキーらによって早くから指摘された。
例えば、トロブリアンド諸島の先住民は、（生物学上の）父親が果たす役割を知らない。だが、タマと呼ばれる男性が母親の親しい人であり、愛情をこめて自分たちを養育してくれる男親であり、いわゆる今日の父親像と本質的に異ならない。つまり彼らは父子間の血のつながりは認識しないが、社会的な父親の存在を認めているのである。
このような事実があるため、一般に（厳密には）《社会的な父親》と《自然的な父親（生物学的な父親）》が区別され、《社会的な父親》のことをpater ペーター、《生物学的な父親》はgenitor ジェニターと呼ばれている。
母と子の関係も、必ずしも子供は産んだ女性に愛着を示すわけではなく、養育活動と血のつながりは区別されると指摘されており、《社会的な母親》をmater マター、《自然的（生物学的）母親》をgenitrix ジェニトリックスと区別する余地があるという。
英語では親であることを、biological parentage / non-biological parentage などと呼びわけることが行われている。
（社会的な親子関係の中には）継父と子の関係や継母と子の関係もある。ある子から見て母親が再婚する相手は継父（ママチチ）、父親が再婚する相手は継母（ママハハ）となる。結婚する人の視点で見ると、結婚相手にすでに子がいると、男性の場合は自身が継父となり、女性の場合は自身が継母となるわけであり、「継父 - 子」あるいは「継母 - 子」の関係を（時間をかけて）その子とともに構築してゆくことになる。
また最近では、人工授精や代理出産等も広く行われるようになっており、各国の古い民法が想定していなかったような新たな要素が加わり、従来は存在しなかったような「親」や「親子関係」が出現し、「親子」の概念も非常に複雑になってきている。

### 日本における親子
日本における親子関係は多様な内容・形式があり、仮に親のほうを見てみると、少なくとも「実親」「義理の親」「仮親」の三つがあった /ある、と考えられる。「実親」が生みの親で、「義理の親」は配偶者の父や母であるシュウトオヤ（舅）、ママオヤ（姑）や養子縁組による養父、養母がある。仮親とは、従来親子関係になかった人との間に、（出生時、成人時、結婚時などに）新たに親子関係に類似する関係を設定するものであって、名付け親、拾い親、元服親、鉄漿親、仲人親、草鞋親等々がある。仮親との関係は一時的なものもあるが、一生続くものも多い。日本の親子関係の特徴として、こうした擬制的な親子関係の重要性や多様性が指摘されることがある。一定の手続きを経て、親子関係に類似した関係をとり結ぶことを親子成りと言う。
日本では古くは、大抵は、親が年老いると子やその配偶者（＝義理の子）は自宅などで親の介護をするような関係にあったわけだが、近年の日本では、子に介護される代わりに自分の意思で老人介護施設（老人ホーム）に入ったり、子が親を介護施設に預ける割合が増えている。とはいえ　介護施設は選択しない人 / （諸事情により、望んでも）利用できない人の割合も相当程度ある。日本は平均寿命が延びた一方で、出生率が相当に低下した状態が続いており、世界的に見ても高齢者の割合が極端に高い高齢化社会となり、その結果、現代日本では、古くからあるような、老人となった親を中年の子が介護するケースばかりでなく、超高齢者となった親を すでに老人となった子（自身も既に足腰が弱っている人）が介護せざるを得ないような深刻なケース（老老介護）の割合が次第に高くなってきている。

#### 日本の現行民法上の親子
日本の（1896年(明治29年）に法律89号、1898年（明治31年）に法律9号として公布され1898年7月16日から施行された）現行の民法上では、親子には血のつながりのある実親子（自然親子）と養子縁組による養親子（法定親子）がある。実親子の子を「実子」、養親子の子を「養子」という。また、実親子の親を「実親」、養親子の子を「養親」という。親は未成年の子に対して親権をもつ。
実親子（自然親子）
- 嫡出子
- 非嫡出子
- 嫡出の推定（民法772条）

実親子関係訴訟
- 嫡出子の否認の訴え
  - 嫡出の否認（民法774条）
  - 嫡出の承認（民法776条）
  - 否認権出訴時期（民法777条）
- 認知の訴え（民法787条）
- 認知無効の訴え･認知取消しの訴え（民法786条）
- 父を定めることを目的とする訴え（民法773条）
- 実親子関係の存否の確認の訴え（戸籍法第113条）

養親子（法定親子）
養親子とは一定の要件を満たした場合に、ある者と、ある者との間に生物学上の親子関係がなくても、法律上の親子関係を生じさせる養子縁組制度によって親子となった者を指す。養子縁組には、養親子関係と実親子関係の併存を認める普通養子縁組と、養子縁組がなされた場合には実親子関係は終了する特別養子縁組がある（ただし、6歳未満のみで達したものは普通養子縁組だけしか認められない）。

## 生物一般における親子
生物において生殖が行われた場合の、元になった個体と新たに生まれた個体の両者をまとめたものである。前者を親、後者を子という。親子は生命の連続性の基礎である。たとえば子が親に似る現象を遺伝という。
ただし、このような親子がそれ以外の同種個体間とは異なる特別な交渉を持つ例は多くない。親は子を、具体的には卵や幼生や種子、胞子を生み出すにあたって、何らかの形でそれらがうまく生存できるような方策を講ずると考えられ、これを広い意味で親による子の保護という。

## 比喩
万物の神ヤーウェとクリスチャンの関係
イエス・キリストは、弟子たちから祈り方について尋ねられた時、ヤーウェを「天にいるアッバ」と呼びつつ祈るように教えた（主の祈り）（『新約聖書』、マタイ 6:6-13など。）。「アッバ」は、イエスが話していたアラマイ語で父親を指す語。（それ以前のユダヤ教でも、ヤーウェを「父」と呼ぶ記述は、一応ヘブライ語聖書にもありはするが）　特にイエスの弟子たち、そしてその後のクリスチャンたちにとっては、万物を創造した神と人間のとのあいだの関係は、しばしば（比喩的に）親しくて愛情豊かな「父親 - 子」関係として表現されるようになった。現代でもクリスチャンの日々の祈りでは、万物の神 ヤーウェに対して祈る時、イエスの教えを守り、「父」という言葉を入れて　まるで父親に呼びかけるようにして祈っており、結果、神ヤーウェと自身との関係は愛情豊かな「父 - 子」関係のように感じられるようになっている。
製品
普通の文脈で親子と言えば、命あるもの、特に人間におけるそれを指していることが多いわけだが、比喩的な用法で「親子」と言うと、無生物を指していることもある。
家庭などの固定電話（機）で、外の回線網と直接接続している電話機および、その電話機にぶら下がる形で（間接的に）外の回線網と接続している電話機群からなるものを「親子電話」と言う。
あるものから別の物が派生したときの関係を比喩的に「親子」と言う場合がある。たとえば、コンピュータ上でプログラムの実行形態プロセスにおいてあるプロセスが別のプロセスを作成した場合、両者の間で親子（関係）と言う場合がある）ほか、同じような形状で大きさの異なるものが対になっている場合にも、大きい方を親、小さい方を子ということがある。
比喩関連項目
- 父と子と聖霊、放蕩息子のたとえ話、聖母子、神父
- 親会社、子会社

## 主に親子関係を扱った研究やその書籍
- 平木典子、柏木惠子『日本の親子: 不安・怒りからあらたな関係の創造へ』金子書房 2015 ISBN 978-4760830336 （臨床心理士による本。（主に現代の日本の）親子関係の抱える諸問題を扱い子育てから年老いた親の介護まで取り上げ、柔軟な関係へのヒントも提示。）
- 高橋和巳『「母と子」という病 』、ちくま新書、2016年　ISBN 978-4480069306。（精神科医による本。子の人間関係形成は、母親の影響を強く受けていると分析し、母親群を「親としての責任をもつ標準的な母親」「親になりきっていない未熟な母親」「対人理解に障害がある母親」に分類し、それぞれの場合に子にあらわれがちな人間関係上の病と、その回復法についての解説。
- Gibson , Lindsay C., Adult Children of Emotionally Immature Parents: How to Heal from Distant, Rejecting, or Self-Involved Parents. ISBN 978-1626251700。アダルトチルドレンが子供を得て親になった時に出現する親子関係の複雑な問題を扱った書籍

## 関連書籍
- 樋口範雄『親子と法: 日米比較の試み』弘文堂、1988
- 竹田旦, 長谷川善計『擬制された親子・養子』三省堂, 1988、ISBN 4385406162
- 湯沢雍彦『親子関係の日本的特性』安田生命社会事業団, 1990
- 曽我猛『農村における擬制的親子関係: 法社会学的研究』御茶の水書房, 1992 ISBN 4275014561
- 中里富美雄『古典の中の親子像』渓声出版, 2002
- 松倉耕作『概説オーストリア親子法』嵯峨野書院, 2003、ISBN 4782303726
- 中川淳『夫婦・親子関係の法理』世界思想社, 2004、ISBN 479071070X
- 奥田安弘『国籍法と国際親子法』有斐閣, 2004、ISBN 4641046255
- 津留宏『親子関係:(幼児・児童教育講座第三)』日本図書センター, 2007 ISBN 428430187X
- 松川正毅『医学の発展と親子法』有斐閣 2008 ISBN 464113524X
- 広井多鶴子, 小玉亮子『現代の親子問題:なぜ親と子が「問題」なのか』日本図書センター, 2010 ISBN 4284304410